# Stichting DOX
Stichting DOX is een productiehuis in de Nederlandse stad Utrecht dat zich richt op de ontwikkeling van jonge performers en makers uit diverse culturen. Het specialiseert zich in het combineren van theater, dans en urban arts. DOX wordt financieel ondersteund door het ministerie van Onderwijs, Cultuur en Wetenschap.
DOX werd opgericht in de jaren '90 met het doel een platform te bieden voor culturele diversiteit en de opkomende subculturen van die periode. Het heeft zich ontwikkeld tot een plek waar traditionele theater- en dansinvloeden worden gecombineerd met urban arts. DOX biedt een groep vaste makers de mogelijkheid om gedurende twee tot vier jaar bij het productiehuis te werken. Ook werkt DOX samen met gastmakers, professionele makers die relatief nieuw zijn in het veld. Deze jonge talenten, in de leeftijd van 16 tot 25 jaar, worden samengebracht in de DOX Club, een parttime leertraject.
Naast de financiering door het ministerie van OCW, heeft DOX financiering ontvangen van het Fonds Podiumkunsten. In 2020 werd DOX opgenomen in de Basisinfrastructuur (BIS) van de Nederlandse overheid, een erkenning van de belangrijke rol die het speelt in het Nederlandse culturele landschap.
DOX onderhoudt samenwerkingsverbanden met verschillende partners, waaronder scholen en andere culturele instellingen, om haar doelstellingen te bereiken. Een voorbeeld hiervan is het project "DOX Club on Tour", waarbij DOX samenwerkt met scholen om jongeren in contact te brengen met de podiumkunsten.